# Lodewijk van Piëmont
Lodewijk van Piëmont (Pinerolo, 1364 – aldaar, 11 december 1418) was van 1402 tot aan zijn dood heer van Piëmont. Hij behoorde tot het huis Savoye.

## Levensloop
Lodewijk was de tweede zoon van heer Jacobus van Piëmont en diens derde echtgenote Margaretha, dochter van heer Eduard I van Beaujeu.
Lodewijk en zijn oudere broer Amadeus werden deels opgeleid aan het hof van graaf Amadeus VI van Savoye. Hij nam aan de zijde van de jonge Amadeus VII van Savoye deel aan de verovering van Wallis. Als dank hiervoor kreeg hij in 1385 de heerlijkheid Virieu-le-Grand toegewezen. In 1393 werd hij benoemd tot raadgever van Amadeus VII.
In 1402 volgde hij zijn oudere broer Amadeus op als heer van Piëmont. Ook erfde hij diens aanspraken op het vorstendom Achaea. In 1405 bevestigde hij de privileges van de stad Turijn en kreeg hij van tegenpaus Benedictus XIII de toestemming om de Universiteit van Turijn op te richten. In 1409 werd hij benoemd tot ridder in de Orde van de Aankondiging.
Op 24 juli 1403 huwde hij met Bonne (1388-1432), dochter van graaf Amadeus VII van Savoye. Het huwelijk bleef kinderloos. Ook had hij een onwettige zoon Lodewijk (1390/1391-1455), die maarschalk van Savoye was en de linie Savoye-Raconis oprichtte. 
Lodewijk stierf in december 1418, waarna hij bijgezet werd in de Sint-Franciscuskerk van Pinerolo. Omdat hij geen wettige nakomelingen had, stierf de linie Piëmont van het huis Savoye uit en werden zijn landerijen geërfd door graaf Amadeus VIII van Savoye.